# 石川県道201号蚊爪森本停車場線
石川県道201号蚊爪森本停車場線（いしかわけんどう201ごう かがつめもりもとていしゃじょうせん）は、石川県金沢市内を通る一般県道（石川県道）である。  

## 路線概要
- 起点：石川県金沢市蚊爪町は180番地先（＝湊二丁目交差点・石川県道200号向粟崎安江町線上）
- 終点：石川県金沢市弥勒町ロ74番5地先（＝JR森本駅前）

起点は、金沢市北部の石川県道200号向粟崎安江町線上。起点より県道200号と重複して南東に進む。蚊爪橋で浅野川を渡り、更に大浦橋で金腐川を渡り、南へとカーブする。木越西交差点で東に左折し、県道200号か木越団地を経て、瑞樹団地南端を経て、福久交差点で国道8号を渡り、さらに東へ進む。弥勒町地内でクランク状に折れた後、IRいしかわ鉄道線を森本駅の北側で踏切で渡る。森本北交差点で右折、更に森本駅前交差点で右折し、終点に至る。
金沢外環状道路海側幹線（海側環状）の大河端町西交差点から環状大浦までの間、千木大橋詰から環状福久交差点の間も同路線。

## 歴史
- 1960年（昭和35年）10月15日：北陸鉄道浅野川線蚊爪駅の西の蚊爪町交差点（当時の「石川県道200号向粟崎安江町線」との交点）を起点に、大浦保育園の前を経て、木越西交差点から現在と同じ経路を通る路線で認定。
- のちに、石川県道200号向粟崎安江町線の経路変更に伴い、起点を現在地に移動。現在の経路への変更を認定。
- 2022年（令和4年）11月19日：金沢外環状道路海側幹線（海側環状）の開通に伴い、大河端町西交差点から環状大浦までの間と、千木大橋詰から環状福久交差点の間も認定。

## 通過する自治体
- 石川県
  - 金沢市

## 接続道路
- 石川県道200号向粟崎安江町線（金沢市蚊爪町・湊二丁目交差点：起点、同市木越町・木越西交差点）
- 国道8号（金沢市福久町・福久交差点）（金沢市福久町・環状福久交差点）
- 石川県道215号森本津幡線、石川県道205号八田南森本線（金沢市弥勒町・森本北交差点：終点）
- 国道359号（金沢市弥勒町・森本交差点、同市弥勒町・森本駅前交差点）

## 重複区間
- 石川県道200号向粟崎安江町線（金沢市蚊爪町・湊二丁目交差点：起点 - 同市木越町・木越西交差点）
- 国道359号（金沢市弥勒町・森本交差点 - 同市弥勒町・森本駅前交差点）
- 石川県道215号森本津幡線（金沢市弥勒町・森本北交差点 - 同市弥勒町・森本交差点）

## 周辺施設
- 河北潟
- 大野川
- 浅野川
- 大宮川
- 金腐川
- かたつ工業団地
- ジョイフル 東蚊爪店
- 石川県運転免許センター
- 石川県消防学校
- 金沢清湖工業センター
- 金沢市立大浦小学校
- 金沢東警察署 大浦交番
- 北陸電力 大浦変電所
- 佐川急便 北陸支社
- 木越団地（新興住宅地）
- 木越中央公園
- 金沢木越郵便局
- みずき団地（木越団地よりも後に整備された新興住宅地）
- クスリのアオキ みずき店
- ナルックス みずき店（シジシージャパン加盟のスーパーマーケット）
- 福久ケアセンター
- メロン幼稚園
- カメラのキタムラ 金沢福久店
- イオン金沢店（旧称・金沢サティ）
- イエローハット 金沢東店
- 吉野家 8号線福久店
- 8番らーめん 福久店
- マルハン 福久店
- ケアホーム清泉の里 福久
- まどか第二保育園
- 森本郵便局
- 金沢市立森本中学校
- 石川県立いしかわ特別支援学校
- マイモールモリモト
- 森本ターミナルビル ファ・ミ・レ
  - 金沢おぐら座
- IRいしかわ鉄道線 森本駅